# Göttinger Katalog
Der Göttinger Katalog (genauer: Göttinger Katalog didaktischer Modelle)  dient der Sammlung, Ordnung, Synthese und Vermittlung von Wissen über die Vielfalt der Formen organisierten Lehrens und Lernens. Dabei geht es um Lehren und Lernen an den verschiedensten Lernorten und in unterschiedlichen Kulturen. Es geht um allgemeinbildendes und berufsbildendes, wissenschaftliches und praktisches, traditionales und innovatives, elementares und komplexes Lernen. Der Göttinger Katalog wurde ab 1975 von Karl-Heinz Flechsig entwickelt und beschreibt die Grundformen didaktischen Handelns (Lehr-Lern-Methoden). Flechsig wurde ab 1975 Professor für Pädagogik an der Universität Göttingen, ab 1989 mit Schwerpunkt „interkulturelle Didaktik“.

## Deskriptoren für die Einteilung didaktischer Modelle
Zur Einteilung der didaktischen Modelle setzt Flechsig zwölf Deskriptoren ein:
- Didaktische Prinzipien
- Lernumgebung (modelltypische Lernorte und Elemente)
- Lernaufgaben (modelltypische Aufgaben, die von Lernern zu bearbeiten sind)
- Kompetenzen (Fähigkeiten und Fertigkeiten, zu deren Vermittlung das Modell geeignet ist)
- Phasen (in die sich der Lehr-Lern-Prozess typischerweise gliedert)
- Rollen der Lerner (die diese dem Modell entsprechend übernehmen)
- Rollen der Lernhelfer (die diese dem Modell entsprechend übernehmen)
- Institutionelle Kontexte (Bildungseinrichtungen, für die das Modell besonders geeignet ist)
- Wissensbereiche (für deren Vermittlung sich das Modell besonders eignet)
- Zielgruppen (für die modellspezifische Entwürfe besonders geeignet sind)
- Einbettung in Lehrgänge (Programme)
- Varianten (des Grundmodells)

## Spezifizierung der Modelle mit Hilfe der Deskriptoren
Aus den Deskriptoren leitet Flechsig Grundmodelle ab, deren Auswahl bei 212 Möglichkeiten jedoch umstritten ist. Diese Lehr-Lern-Formen werden nach der Größe der Lerngruppe (Sozialform) geordnet:
- Allein oder in kleiner Gruppe:
  - Fallmethode (Beurteilungsfall, Entscheidungsfall, Posteingangskorb-Aufgabe …)
  - Fernunterricht (Fernstudium, Funkkolleg, Telekolleg …)
  - Individueller Lernplatz
  - Individualisierter Programmierter Unterricht
  - Lernkabinett
  - Lernnetzwerk
  - Lernprojekt

- Mit individueller Betreuung:
  - Disputation
  - Famulatur
  - Tutorium

- Individuell, als Kleingruppe oder im Klassenverband:
  - Erkundung
  - Lernausstellung

- Als Kleingruppe oder im Klassenverband:
  - Kleingruppen-Lerngespräch (Austausch über Erfahrungen, Bewertungen …)
  - Lerndialog (Sokratischer Dialog, Mäeutik)
  - Simulation (auch Rollenspiel)

- Im Klassenverband bzw. beliebig großem Verband:
  - Frontalunterricht oder fragend-entwickelnder Unterricht
  - Vorlesung

- Zeitlich begrenzte Unterrichtsveranstaltungen, die eher der beruflichen Fortbildung dienen, fallen heraus:
  - Arbeitsunterricht
  - Fallmethode
  - Lernkonferenz
  - Werkstattseminar

## Relation des Katalogs zum „Kleinen Handbuch didaktischer Modelle“
Das Kleine Handbuch didaktischer Modelle ist aus dem „Göttinger Katalog didaktischer Modelle“, einem Forschungsprojekt an der Universität Göttingen, hervorgegangen.